# 格里尼中央站
格里尼中央站是法国的一个铁路车站，位于法国法兰西岛大区埃松省的格里尼。该站是法兰西岛铁路系统中的一个通勤车站，属于第五收费区（法語：Zone 5）。

## 位置
格里尼中央站位于格里尼市区的东部，格里尼－科尔贝伊-埃松铁路2.249公里处。车站大致呈东北-西南走向，是一个下沉式的铁路车站。

## 站台设置
格里尼中央站的站台层位于地下。
| 东南↑ |      |             |  |
|       | 侧式 |             |  |
| 1道   |      | 科尔贝方向→ |  |
| 2道   |      | ←瑞维西方向 |  |
|       | 侧式 |             |  |
| 西北↓ |      |             |  |

## 停靠线路
以下列车线路在格里尼中央站停靠：
| 格里尼中央站列车线路表 |             |           |               |          |
| 起点                   | 上一站      | 线路      | 下一站        | 终点     |
| 维利耶勒贝勒-戈内斯    | 瑞维西      | [T] · (D) | 奥朗日斯-棘林 | 马勒塞布 |
| 瑞维西                 | 维里-沙蒂永 | [T] · (D) | 奥朗日斯-棘林 | 默伦     |

## 配套交通

### 长途客车
| 停靠格里尼中央站的大巴车  |          | |
| 上下车地点                | 运营单位 | 主要线路及目的地 |
| 格里尼中央站 南侧公交车站 | (N)      | N135 圣乔治新城 · 德拉韦伊 · 瑞维西 · 埃夫里 · 科尔贝伊-埃松 N144 巴黎 · 奥尔日河畔瑞维西 · 维里-沙蒂永 · 里斯奥朗日斯 · 科尔贝伊-埃松 |
| 格里尼中央站 南侧公交车站 | Car SNCF | 当RER D施工或罢工时，SNCF可能会提供途径该线路沿途站点的大巴车                                                                          |
| 1. 2.                     |          | |

### 城市公共交通
| 格里尼中央站附近的市内公共交通线路  |                           |                 | |
| 公交车站名称                        | 位置                      | 运营单位        | 停靠线路 |
| Grigny Centre RER 格里尼-快铁中央站 | 格里尼中央站 南侧公交车站 | TICE            | 402 勒库德赖-蒙索-达维德·杜耶首末站 / 科尔贝伊-埃松-快铁站 ↔ 维里-沙蒂永-拉特雷耶 420 格里尼-快铁中央站 ↔ 奥尔日河畔埃皮奈-快铁站 510 圣热讷维耶沃代布瓦-白架工业区 ↔ 格里尼-瓦窑 510P 格里尼-莱帕蒂奥 ↔ 格里尼-瓦窑 |
| Grigny Centre RER 格里尼-快铁中央站 | 格里尼中央站 南侧公交车站 | 凯奥雷斯 (梅耶) | DM22 奥尔日河畔萨维尼-快铁站 ↔ 格里尼-瓦窑 |
| 1. 2.                               |                           |                 | |

### 社会车辆
格里尼中央站附近设有社会车辆停车场。

## 临近车站
| 格里尼中央站（Gare de Grigny-Centre） |                           |                         |
| 上行车站                              | 线路                      | 下行车站                |
| 维里-沙蒂永站 2.4km ←                 | 格里尼－科尔贝伊-埃松铁路 | 奥朗日斯-棘林站 → 2.6km |
| - 本表仅显示运营中的线路及车站 1.     |                           |                         |